# Melville-Gletscher
Der Melville-Gletscher ist ein rund 19 km langer Gletscher an der Oskar-II.-Küste des Grahamlands auf der Antarktischen Halbinsel. Er fließt in östlicher Richtung zwischen dem Mapple-Gletscher und dem Pequod-Gletscher zum Exasperation Inlet, das er südlich des Mount Ahab erreicht.
Der Falkland Islands Dependencies Survey nahm 1947 und 1955 geodätische Vermessungen vor. Das UK Antarctic Place-Names Committee benannte ihn 1957 nach Herman Melville (1819–1891), Autor des 1851 veröffentlichten Romans Moby-Dick.